# Kaj Andersen (atlet)
Kaj Andersen (11. august 1899-?) var en dansk maskinarbejder, atlet og badmintonspiller, i atletik som medlem af AIK 95 og Sparta IF (1924) og i badminton i Københavns Badminton Klub
Andersen vandt danske mesterskaber i stangspring 1929 med et spring på 3,50. Han vandt to danske mesterskaber i badminton 1931 og 1933, deltog i to landskampe mod Wales og Holland 1934. Han blev 1935 Danmarks første professionelle badminton instruktør.

## Danske mesterskaber
Atletik
- Sølv 1931 Stangspring 3,60
- Guld 1929 Stangspring 3,50
- Bronze 1926 Stangspring 3,40
- Bronze 1924 Stangspring 3,30
- Bronze 1923 Stangspring 3,50

Badminton
- Guld 1933 Herre single
- Guld 1931 Herre single